# Дабатуй
Дабатуй (рос. Дабатуй) — улус Бичурського району, Бурятії Росії. Входить до складу Сільського поселення Шібертуйське.
Населення — 313 осіб (2015 рік).